# حوزه‌های انتخابیه در ایالت واشینگتن
فهرست زیر فهرستی از چهل و نه حوزه انتخابیه در ایالت واشینگتن (به انگلیسی: Washington (state) legislative districts) در سال ۲۰۲۲ است. این نقشه‌کشی در سال ۲۰۲۲ با توجه به سرشماری ۲۰۲۰ تنظیم شده‌است.

## حوزه‌های انتخابیه
- LD دوم : شهرستان پیرس، واشینگتن (قسمت)، شهرستان تورستن، واشینگتن (بخش)
- LD 3 : شهرستان اسپوکن، واشینگتن (بخش)
- LD 4 : شهرستان اسپوکن، واشینگتن (بخش)
- LD پنجم : شهرستان کینگ، واشینگتن (قسمت)
- LD 6 : شهرستان اسپوکن، واشینگتن (بخش)
- LD 7 : شهرستان فری، واشینگتن ، شهرستان اوکانوگان، واشینگتن (قسمت)، شهرستان پند اورایل، واشینگتن ، شهرستان اسپوکن، واشینگتن (قسمت)، شهرستان استیونز، واشینگتن
- LD 8 : شهرستان بنتون، واشینگتن (قسمت)
- LD نهم : شهرستان آدامز، واشینگتن ، شهرستان اسوتین، واشینگتن ، شهرستان فرانکلین، واشینگتن (بخش)، شهرستان گارفیلد، واشینگتن ، شهرستان اسپوکن، واشینگتن (بخش)، شهرستان ویتمن، واشینگتن
- LD 10 : شهرستان آیلند، واشینگتن ، شهرستان اسکجیت، واشینگتن (بخش)، شهرستان اسنوهومیش (واشینگتن) (بخش)
- LD یازدهم : شهرستان کینگ، واشینگتن (قسمت)
- LD دوازدهم : شهرستان چیلان، واشینگتن ، شهرستان داگلاس، واشینگتن ، شهرستان گریز هاربر، واشینگتن (بخش)، شهرستان اوکانوگان، واشینگتن (بخش)
- LD سیزدهم : شهرستان گریز هاربر، واشینگتن (بخش)، شهرستان کیتیتاس، واشینگتن ، شهرستان لینکلن، واشینگتن ، شهرستان یاکیما، واشینگتن (بخش)
- دوره چهاردهم : شهرستان کلارک، واشینگتن (قسمت)، شهرستان کلیکیتات، واشینگتن ، شهرستان اسکمنیا، واشینگتن ، شهرستان یاکیما، واشینگتن (بخش)
- LD 15 : شهرستان یاکیما، واشینگتن (بخش)
- LD شانزدهم : شهرستان بنتون، واشینگتن (بخش)، شهرستان کلمبیا، واشینگتن ، شهرستان فرانکلین، واشینگتن (بخش)، شهرستان والا والا، واشینگتن
- LD 17 : شهرستان کلارک، واشینگتن (بخش)
- دوره هجدهم : شهرستان کلارک، واشینگتن (بخش)
- LD 19 : شهرستان کائولیتز، واشینگتن (قسمت)، شهرستان گریز هاربر، واشینگتن (قسمت)، شهرستان لوئیس، واشینگتن (قسمت)، شهرستان پاسیفیک، واشینگتن ، شهرستان واهکیکوم، واشینگتن
- LD 20 : شهرستان کلارک، واشینگتن (قسمت)، شهرستان کائولیتز، واشینگتن (بخش)، شهرستان لوئیس، واشینگتن (قسمت)، شهرستان تورستن، واشینگتن (بخش)
- LD 21 : شهرستان اسنوهومیش (واشینگتن) (بخش)
- LD 22 : شهرستان تورستن، واشینگتن (بخش)
- LD 23 : شهرستان کیتساپ، واشینگتن (قسمت)
- LD 24 : کلالام ، شهرستان گریز هاربر، واشینگتن (بخش)، شهرستان جفرسون، واشینگتن
- LD 25 : شهرستان پیرس، واشینگتن (قسمت)
- LD 26 : شهرستان کیتساپ، واشینگتن (قسمت)، شهرستان پیرس، واشینگتن (قسمت)
- 27th LD: شهرستان پیرس، واشینگتن (قسمت)
- LD 28 : شهرستان پیرس، واشینگتن (قسمت)
- LD 29 : شهرستان پیرس، واشینگتن (قسمت)
- 30th LD: شهرستان کینگ، واشینگتن (قسمت)، شهرستان پیرس، واشینگتن (بخش)
- LD 31 : شهرستان کینگ، واشینگتن (قسمت)، شهرستان پیرس، واشینگتن (قسمت)
- 32th LD: شهرستان کینگ، واشینگتن (قسمت)، شهرستان اسنوهومیش (واشینگتن) (بخش)
- 33th LD: شهرستان کینگ، واشینگتن (قسمت)
- 34th LD: شهرستان کینگ، واشینگتن (قسمت)
- 35th LD: شهرستان کیتساپ، واشینگتن (قسمت)، شهرستان ماسون (واشینگتن) ، شهرستان تورستن، واشینگتن (بخش)
- 36th LD: شهرستان کینگ، واشینگتن (بخش)
- 37th LD: شهرستان کینگ، واشینگتن (قسمت)
- LD 38 : شهرستان اسنوهومیش (واشینگتن) (بخش)
- 39th LD: شهرستان کینگ، واشینگتن (قسمت)، شهرستان اسکجیت، واشینگتن (قسمت)، شهرستان اسنوهومیش (واشینگتن) (بخش)
- 40th LD: شهرستان سن خوان، واشینگتن , شهرستان اسکجیت، واشینگتن (بخش)، شهرستان واتکام، واشینگتن (بخش)
- 41th LD: شهرستان کینگ، واشینگتن (قسمت)
- LD 42 : شهرستان واتکام، واشینگتن (بخش)
- 43th LD: شهرستان کینگ، واشینگتن (قسمت)
- 44th LD: شهرستان اسنوهومیش (واشینگتن) (بخش)
- 45th LD: شهرستان کینگ، واشینگتن (قسمت)
- 46th LD: شهرستان کینگ، واشینگتن (قسمت)
- 47th LD: شهرستان کینگ، واشینگتن (قسمت)
- 48th LD: شهرستان کینگ، واشینگتن (قسمت)
- 49th LD: شهرستان کلارک، واشینگتن (بخش)